# Onychogomphus flexuosus
Onychogomphus flexuosus là loài chuồn chuồn trong họ Gomphidae. Loài này được Schneider mô tả khoa học đầu tiên năm 1845.